# EGL (Programmierschnittstelle)
EGL ist eine Programmierschnittstelle zwischen OpenGL, OpenGL ES sowie OpenVG und dem Fenstersystem. OpenGL, OpenGL ES und OpenVG sind Programmierschnittstellen zur hardwarebeschleunigten Rasterung. EGL wird von verschiedenen Fenstersystemen unterstützt, wie z. B. dem Android-Fenstersystem, Wayland oder dem Raspberry Pi, also hauptsächlich in eingebetteten Systemen wie Mobiltelefonen, Spielkonsolen und anderen Medien-Geräten eingesetzt. EGL wird unter anderem auch in eingebetteten Systemen ohne Fenstermanager wie z. B. in Flugzeug- oder Auto-Cockpits verwendet. Durch Mesa 3D wird EGL aber auch im X Window System unterstützt. EGL wird vom Industriekonsortium Khronos Group herausgegeben.

## Verwendung

Das Wayland Protokoll definiert, dass Klienten via EGL direkt in den Framebuffer zeichnen. Für Mesa 3D wurde dafür libwayland-EGL geschrieben. Diese Bibliothek erweitert die vorhandene Mesa-Implementierung von EGL dahingehend, dass die Zugriffe effizienter werden. EGL ist eine Abstraktion zwischen z. B. Wayland und den APIs OpenGL, OpenGL ES sowie OpenVG.

Der Linux Grafik-Stapel baut auf Mesa 3D, eine freie Implementierung vieler Grafik-Programmierschnittstellen

Wayland nutzt EGL, damit Direct Rendering.

- Das Android-Betriebssystem benutzt EGL für die Rasterung von 3D.[2]
- Das Wayland-Protokoll benutzt EGL.[3]
- Das Mir-Protokoll benutzt EGL.[4]
- Das Simple DirectMedia Layer Toolkit wurde portiert, um EGL benutzen zu können.
- Der Raspberry Pi benutzt ebenfalls EGL für die hardwarebeschleunigte Rasterung von 3D.[5]
- Das X Window System bietet durch Mesa 3D ebenfalls EGL-Unterstützung.[6]

## Implementierung
- Mesa 3D – ist zurzeit die einzige freie Implementierung von EGL (und etlichen weiteren graphic rendering APIs)
- Nvidia hat EGL-Unterstützung in seine proprietären Treiber eingebaut[7][8]